# La Combattante (tàu khu trục Pháp)
La Combattante là một tàu khu trục hộ tống lớp Hunt Kiểu II của Hải quân Pháp Tự Do. Nó nguyên được Hải quân Hoàng gia Anh chế tạo như là chiếc HMS Haldon và hạ thủy năm 1942, nhưng được chuyển cho Pháp trước khi hoàn tất, rồi nhập biên chế như là chiếc La Combattante vào ngày 15 tháng 12, 1942. Nó đã hoạt động trong Chiến tranh Thế giới thứ hai, từng tham gia cuộc Đổ bộ Normandy, cho đến khi bị đắm do trúng mìn tại khu vực cửa sông Humber ở bờ biển phía Đông Anh Quốc vào ngày 23 tháng 2, 1945.

## Thiết kế và chế tạo
Haldon được đặt hàng vào ngày 28 tháng 7, 1940 cho hãng Fairfield Shipbuilding and Engineering Company, tại Govan, Glasgow, Scotland trong Chương trình Khẩn cấp Chiến tranh 1940 và được đặt lườn vào ngày 16 tháng 1, 1941. Tên nó được đặt theo rừng săn cáo Haldon tại Devon, và là chiếc tàu chiến thứ hai của Hải quân Anh được đặt cái tên này. Công việc chế tạo bị kéo dài vì nó bị hư hại trong một trận ném bom xuống Govan vào ngày 14 tháng 3, 1941, và chỉ được hạ thủy vào ngày 27 tháng 4, 1942. Con tàu được cộng đồng dân cư Dartmouth thuộc hạt Devon đỡ đầu trong khuôn khổ cuộc vận động gây quỹ Tuần lễ Tàu chiến năm 1942. Tuy nhiên con tàu được chuyển cho lực lượng hải quân Pháp Tự do vào ngày 1 tháng 12, 1942, và nhập biên chế như là chiếc La Combattante vào ngày 15 tháng 12, 1942 trước khi hoàn tất vào ngày 30 tháng 12, 1942.

## Lịch sử hoạt động

### 1943
La Combattante đi đến Tobermory, đảo Mull, Scotland vào ngày 13 tháng 1, 1943, nơi nó tiến hành chạy thử máy và huấn luyện. Nó chuyển đến Scapa Flow vào ngày 12 tháng 2 và gia nhập Hạm đội Nhà vào ngày hôm sau, tiếp tục được hoàn thiện và trang bị. Nó được điều đến Portsmouth vào ngày 23 tháng 3, đảm trách tuần tra và hộ tống ven biển từ căn cứ tại cảng Milford Haven trước khi quay lại Portsmouth và gia nhập Chi hạm đội Khu trục 1. Chiếc tàu khu trục đảm trách tuần tra và hộ tống vận tải ven biển trong khu vực eo biển Manche. Nó đã từng cứu vớt 68 thủy thủ từ chiếc tàu Liberty Stell Traveller sau khi chiếc tàu chở hàng đắm do trúng thủy lôi, cứu vớt các đội bay Anh và Australia vào ngày 29 tháng 5, và lại cứu vớt hai phi công Anh trong tháng 9. Nó cũng chịu đựng hỏa lực pháo bờ biển đối phương ngoài khơi khu vực Le Havre - Barfleur ở miền Bắc nước Pháp vào ngày 7 tháng 11.

### 1944
La Combattante tiếp tục nhiệm vụ tuần tra và hộ tống vận tải ven biển tại khu vực eo biển Manche. Trong đêm 25-26 tháng 4, 1944, nó cùng với tàu frigate Rowley (K560) đụng độ với các tàu phóng lôi E-boat Đức đang tìm cách tấn công một đoàn tàu vận tải ven biển ngoài khơi Selsey Bill, và đã đánh chìm chiếc E-boat S-147 cùng gây hư hại cho một chiếc khác trong trận này. Sang đêm 12-13 tháng 5, nó lại được bố trí cùng tàu frigate Stayner (K573) để tuần tra trong khu vực eo biển nhằm ngăn chặn tàu E-boat đối phương xuất phát từ Boulogne-sur-Mer tiến hành hoạt động trinh sát và tấn công tàu bè. Nó chiếu sáng và đối đầu ở tầm gần một đội tàu E-boat ở vị trí cách 18 mi (29 km) về phía Nam Selsey Bill, đánh chìm chiếc E-boat S-141 cùng gây hư hại cho một chiếc khác. Trung úy Hải quân Klaus Donitz, con trai Đại đô đốc Karl Dönitz Tư lệnh Hải quân Đức quốc xã, đã tử trận cùng chiếc S-141 trong trận này. Vào đêm 27-28 tháng 5, trong khi tuần tra ngoài khơi bờ biển Sussex để bảo vệ cho các cuộc thực tập đổ bộ, chiếc tàu khu trục phát hiện mục tiêu nghi ngờ trên màn hình radar, nên đã bắn nhầm vào các xuồng phóng lôi MTB-732 và MTB-739 của Anh, khiến MTB-732 bị đánh chìm, 16 người tử trận hay mất tích và 15 người khác bị thương.
Sang tháng 6, La Combattante được huy động để chuẩn bị tham gia Chiến dịch Neptune, hoạt động hải quân trong khuôn khổ cuộc đổ bộ Normandy lên miền Bắc nước Pháp. Dưới quyền chỉ huy của Trung tá Hải quân André Patou, nó nằm trong thành phần Lực lượng J thuộc Lực lượng Đặc nhiệm phía Tây bố trí tại Solent, và được phân về Đội bắn phá E, cùng với tàu chị em Stevenstone (L16) áp chế các mục tiêu đối phương tại Bény-sur-Mer để bảo vệ cho bãi đổ bộ Juno.
Vào ngày 5 tháng 6, La Combattante cùng với Stevenstone, tàu khu trục Venus (R50) và tàu frigate Lawford (K514) khởi hành từ Solent trong thành phần hộ tống cho Đoàn tàu tấn công J9 hướng đến bãi Juno. Thành phần Đoàn tàu J9 bao gồm mười tàu đổ bộ LST, năm pháo hạm và ba tàu cutter của lực lượng Tuần duyên Hoa Kỳ. Đi đến ngoài khơi Courseulles-sur-Mer vào ngày sau, đúng Ngày D 6 tháng 6, nó tiếp cận cách bãi đổ bộ 3.000 mét (9.800 ft), ở độ sâu chỉ có 4 mét (13 ft), để bắn phá các mục tiêu trên bờ. Sau khi cuộc đổ bộ thành công, con tàu quay trở lại Portsmouth để hộ tống một tàu đốc đổ bộ. Nó tiếp tục nhiệm vụ hộ tống các đoàn tàu vận tải đi lại giữa Pháp và Anh. Vào ngày 25 tháng 6, nó cứu vớt đội bay một chiếc B-24 Liberator của Không quân Hoa Kỳ bị rơi trên vùng eo biển.
Vào ngày 8 tháng 7, La Combattante cùng tàu chị em Cattistock (L35) và tàu frigate Thornborough (K574) đụng độ với các tàu phóng lôi E-boat đối phương xuất phát từ Le Havre tấn công các tàu tuần tra ngoài khơi Normandy. Đến ngày 14 tháng 7, nó được lệnh đi đến Portsmouth đón một đoàn tướng lĩnh và quan chức Pháp: các tướng Charles de Gaulle, Antoine Béthouart và Marie Pierre Koenig, Đô đốc Georges Thierry d'Argenlieu cùng Gaston Palewski, Pierre Viénot, Pierre Billotte, François Coulet, Pierre de Chevigné, Geoffroy de Courcel, Pierre Laroque và Claude Hettier de Boislambert; để chuẩn bị vượt eo biển Manche quay trở về Pháp. Phái đoàn lên bờ tại Courseulles. Nó tiếp tục hoạt động cho đến khi Chiến dịch Neptune chính thức kết thúc vào ngày 24 tháng 7.
Vào ngày 7 tháng 8, đang khi hoạt động tuần tra ngăn chặn, La Combattante bị hư hại do một tai nạn va chạm và phải được sửa chữa. Đến ngày 26 tháng 8, nó tấn công một đoàn tàu vận tải đối phương ngoài khơi Fecamp, đánh chìm ba tàu và bắn cháy hai chiếc khác. Hai ngày sau đó, nó lại tấn công các tàu đối phương triệt thoái khỏi Le Havre ngoài khơi Cap d'Antifer. Sang ngày 21 tháng 9, con tàu được điều sang Chi hạm đội Khu trục 21 đặt căn cứ tại Sheerness để làm nhiệm vụ tuần tra và hộ tống vận tải tại khu vực eo biển Manche và bờ Đông nước Anh. Vào ngày 19 tháng 12, nó cứu vớt những người sống sót từ chiếc SS Steel Traveler bị đắm do trúng mìn.

### 1945
La Combattante tiếp tục hoạt động tuần tra và hộ tống tại Bắc Hải; vào giai đoạn này các đoàn tàu vượt Đại Tây Dương đến các cảng bên bờ Đông nước Anh đều băng qua eo biển Manche, vì mối đe dọa từ máy bay đối phương đặt căn cứ tại Pháp đã bị loại trừ.
Vào ngày 23 tháng 2, 1945, La Combattante trúng một quả thủy lôi ngoài khơi cửa sông Humber và bị chìm nhanh chóng ở tọa độ 53°22′13″B 1°01′40″Đ / 53,3703°B 1,0278°Đ. Hai tàu phóng lôi đã cứu vớt được 118 người sống sót, nhưng 67 người khác đã tử trận cùng con tàu.